# Olívia Pineschi
Olívia Pineschi Vieira (Rio de Janeiro, 7 de junho de 1938) é uma atriz brasileira.
Filha de Áureo Pineschi, amigo inseparável de Grande Otelo no Cassino da Urca, Olívia nasceu em Bangu. Era sobrinha do artista plástico Emil Gabrovitz, um paisagista húngaro radicado no Brasil. Foi casada com o diretor, produtor e roteirista Élio Vieira de Araújo. Iniciou a carreira fazendo pontas nos filmes da Atlântida, mas chegou a trabalhar também como secretária. Sua estréia em filmes foi em 1960, com o filme Com Minha Sogra Em Paquetá. Em 1973, foi eleita Rainha do Festival de Cinema de Resende (RJ). Participou de diversos filmes, a maioria de comédia, bangue-bangue e erótico. Participou de quatro filmes com "Os Trapalhões". Além de cinema, trabalhou no teatro de revista e na televisão, onde participou de programas humorísticos, como "Chico City", na Rede Globo. Ela mora atualmente em Niterói e participa com frequência de encontros musicais.

## Filmografia
| Ano  | Título                                     | Personagem             |
| ---- | ------------------------------------------ | ---------------------- |
| 1953 | Luz Apagada                                |                        |
| 1961 | Com Minha Sogra em Paquetá                 |                        |
| 1966 | A Grande Cidade                            | Odalisca               |
| 1968 | Os Marginais                               |                        |
| 1968 | Fu Manchu e o Beijo da Morte               | Garota de Fu Manchu    |
| 1969 | 99 Women                                   |                        |
| 1969 | Sete Homens Vivos ou Mortos                | Sueli                  |
| 1970 | As Escandalosas                            | Madalena Filon         |
| 1971 | A Hora e a Vez do Samba                    | Clarice                |
| 1971 | O Doce Esporte do Sexo                     | Wanda                  |
| 1973 | As Depravadas                              | Marina                 |
| 1973 | Um Virgem na Praça                         |                        |
| 1974 | Onanias, o Poderoso Machão                 | Atriz famosa           |
| 1974 | Robin Hood, o Trapalhão da Floresta        | Isolda                 |
| 1974 | Mais ou Menos Virgem                       | Beatriz                |
| 1975 | As Desquitadas                             |                        |
| 1975 | Essas Mulheres Lindas, Nuas e Maravilhosas | Joana                  |
| 1975 | Os Condenados                              | Mulher no bordel       |
| 1976 | O Trapalhão no Planalto dos Macacos        | N'Komo                 |
| 1977 | Pra Ficar Nua, Cachê Dobrado               | Gilda/Caolinha/Nicinha |
| 1978 | A Noiva da Cidade                          | Marli                  |
| 1979 | Sexo E Sangue                              | Raimunda               |
| 1980 | Ele, Ela, Quem?                            | Amiga do pai           |
| 1984 | A Filha dos Trapalhões                     | [ 3 ]                  |
| 1984 | Os Trapalhões e o Mágico de Oróz           |                        |
| 1984 | Sexo de Qualquer Maneira                   | Professora Célia       |